# Zagubiony pokój
Zagubiony pokój (ang. The Lost Room) – trzyodcinkowy serial fantasy, pierwotnie wyemitowany na Sci Fi Channel w 2006 roku w Stanach Zjednoczonych. Akcja serialu skupia się na tytułowym pokoju oraz obiektach – przedmiotach codziennego użytku, które pochodzą z pokoju i posiadają niezwykłe właściwości. Główny bohater, Joe Miller, poszukuje obiektów, które pomogłyby mu odnaleźć jego córkę Annę, która zniknęła w owym pokoju.

## Obsada
- Peter Krause jako detektyw Joe Miller – detektyw policji, który odkrywa istnienie tytułowego pokoju gdy przez przypadek staje się właścicielem motelowego klucza do pokoju numer 10. Gdy jego córka znika w pokoju, Joe robi wszystko by tylko ją odzyskać.
- Elle Fanning jako Anna Miller – ośmioletnia córka Joego. Jej zniknięcie widziane jest w oczach kolegów z pracy jako porwanie, jako że Joe walczy o prawa opieki nad Anną ze swoją byłą żoną.
- Chris Bauer jako detektyw Lou Destefano – partner Joego, o którego zabójstwo jest podejrzewany Joe.
- April Grace jako detektyw Lee Bridgewater – koleżanka Joego z pracy. Próbuje oczyścić jego imię, a w międzyczasie powoli odkrywa sekret pokoju oraz obiektów.
- Dennis Christopher jako dr Martin Ruber – lekarz medycyny sądowej, który pracuje dla policji. Dostaje obsesji na punkcie obiektów i jest za nie gotowy nawet zabić. Dołącza do Zakonu Zjednoczenia.
- Julianna Margulies jako Jennifer Bloom – członkini Legionu, zdeterminowana by odnaleźć i zniszczyć wszystkie obiekty. Jennifer próbuje ostrzec Joego o niebezpieczeństwach związanych z obiektami. Jej brat Drew miał obsesję na punkcie obiektów i pokoju motelowego numer 9 co i Jennifer wierzy, że owe  badania kompletnie zrujnowały go jako człowieka.
- Kevin Pollak jako Karl Kreutzfeld – były członek Legionu i zbieracz obiektów. Jest właścicielem sieci pralni chemicznych oraz lombardów, które wykorzystuje do pozyskiwania obiektów. Kreutzfeld poszukuje szklanego oka – obiektu mającego zdolność uzdrawiania, by wyleczyć swojego syna chorego na białaczkę.
- Peter Jacobson jako Wally Jabrowski – posiadacz biletu autobusowego. Posiada rozległą wiedzę o obiektach i ich historii.
- Ewen Bremner jako Harold Stritzke – posiadacz grzebienia, który odziedziczył po swojej ciotce Barbarze, która była członkinią Zbieraczy.
- Roger Bart jako Howard „Cwaniak” Montague – były profesor filozofii, drobny przestępca. Obsesyjny zbieracz obiektów i powiązań między nimi.
- Chris McCarty jako Milton Vrang – były członek Zakonu i jedyny człowiek, który przeżył atak długopisem. Przekazuje swoją wiedzę o obiektach Martinowi Ruberowi.
- Margaret Cho jako Suzie Kang – zajmuje się śledzeniem obiektów i sprzedawaniem wiedzy o nich. Nie zajmuje się jednak ich zbieraniem, będąc świadoma niebezpieczeństw jakie niesie ich posiadanie.
- Jason Antoon jako Sood – zbieracz i dealer wiedzy o obiektach oraz związanych z nimi artefaktami.
- Jason Douglas jako Anthony – ochroniarz i płatny zabójca, szef ochrony Kreutzfelda.
- Tim Guinee jako Eddie McCleister – Lokator pokoju motelowego numer 10, obiekt. Jego egzystencja została wymazana z czasu podczas zdarzenia, to do niego należały wszystkie przedmioty z pokoju.
- Jorge Pallo jako Ignacio „Iggy” Loca – to on przekazuje Millerowi klucz do pokoju motelowego.

## Fabuła

### Pokój
Pokój jest nieistniejącym pokojem numer 10 w opuszczonym motelu Sunshine w Gallup, w Nowym Meksyku. 4 maja 1961 o godzinie 13:20 niezidentyfikowane zdarzenie spowodowało, że zarówno pokój jak i wszystko co się w nim znajdowało zostało wymazane z rzeczywistości. To jest również hipotetyczną przyczyną niecodziennych właściwości pokoju i obiektów z niego pochodzących.
Do pokoju może dostać się jedynie osoba posiadająca klucz, który to otworzy każde drzwi które posiadają zamek, zmieniając je w portal prowadzący do pokoju. Z kolei z pokoju można dostać się w każde miejsce o którym pomyśli i jest w stanie zwizualizować w umyśle posiadacz klucza. Zasada ta nie dotyczy drzwi obrotowych ani przesuwanych.
Gdy klucz nie znajduje się wewnątrz pokoju, w momencie zamknięcia drzwi, całe pomieszczenie się resetuje – wszystko powraca do swojego pierwotnego stanu z 1961 roku, a wszystko co nie jest obiektem znika, w tym ludzie. Fakt ten może również zostać użyty by rozróżnić prawdziwe obiekty od fałszywych – fałszywe znikną bez śladu, podczas gdy prawdziwe powrócą na swoje pierwotne miejsce w pokoju.
Obiekty wykazują niezwykłe właściwości i są niezniszczalne. Jedynie, gdy znajdują się w pokoju na powrót stają się zwyczajnymi przedmiotami, które można zniszczyć. Według lokatora gdy jeden obiekt zostaje zniszczony, inny zajmuje jego miejsce. Ponadto wersji pokoju jest wiele i każde z nich przechowuje obiekty które w pokoju „zniknęły”, a ów reset umożliwia lokatorowi odzyskania przedmiotów zaginionych, jeżeli tylko wie dokładnie czym jest to co chce odnaleźć.

### Stowarzyszenia
Wiele poszukiwaczy obiektów organizuje się w grupy. Istnieją co najmniej trzy stowarzyszenia:
ZbieraczePierwsza znana grupa poszukująca obiektów, utworzona niedługo po zdarzeniu. Szefem organizacji była Arlene Conroy, manager Motelu Sunshine. Większość członków stowarzyszenia zginęła lub oszalała po nieudanym eksperymencie z pokojem numer 9 w roku 1966. Pozostali ukryli najbardziej niebezpieczne obiekty w bunkrze, znajdującym się w schronie w opuszczonym więzieniu.
LegionStowarzyszenie, którego głównym celem jest zbieranie obiektów i ograniczania ich szkodliwego wpływu.
Zakon Ponownego ZjednoczeniaStowarzyszenie działające w formie sekty, którego członkowie wierzą, że obiekty są częścią Boga i muszą zostać zjednoczone by móc z nim rozmawiać. W przeciwieństwie do zasad Legionu, Zakon nie zabrania swoim członkom zabijać w celu uzyskania obiektów.

## Odcinki
| 1 | The Key and the Clock        | Craig R. Baxley    | Paul Workman Christopher Leone & Laura Harkcom | 11 grudnia 2006 | 25 marca 2007   |
| Prowadząc sprawę morderstwa, detektyw Joe Miller odkrywa tajemnicę klucza i obiektów, co sprawia , że znajduje się na celowniku bezwzględnych poszukiwaczy obiektów. Gdy jego córka wchodzi do pokoju i znika Joe wyrusza na poszukiwanie obiektu który pomógłby odzyskać jego córkę. |                              |                    |                                                |                 |                 |
| 2 | The Comb and the Box         | Michael W. Watkins | Christopher Leone & Laura Harkcom              | 12 grudnia 2006 | 1 kwietnia 2007 |
| Będąc na topie poszukiwań sworznia – domniemanego naczelnego obiektu, Joe łączy siły z Karlem Kreutzfeldem i Jennifer Bloom. W tym czasie jego znajomy Martin Ruber, dostaje obsesji na punkcie obiektów.                                                                             |                              |                    |                                                |                 |                 |
| 3 | The Eye and the Prime Object | Craig R. Baxley    | Christopher Leone & Laura Harkcom              | 13 grudnia 2006 | 8 kwietnia 2007 |
| Po odkryciu istnienia Lokatora pokoju motelowego, Joe wyrusza na jego poszukiwanie, licząc, że on jest owym sworzniem. |                              |                    |                                                |                 |                 |

## Emisja w Polsce
Serial ten po raz pierwszy został wyemitowany w 2007 roku na kanale AXN w formacie 3 odcinków w trzy kolejne niedziele przełomu marca i kwietnia w 2007 roku, w przerwie emisji 3 sezonu serialu Zagubionych. W takim samym formacie serial został wyemitowany w TVP1 – przez trzy kolejne czwartki o godz. 20:20, w dniach 13, 20 i 27 grudnia 2007.
Serial był również emitowany na kanale Tele 5 w formacie 6-odcinkowym, w soboty i niedziele, od 14 do 29 maja 2011 roku o 21:55.